# Macroglossum augarra
Macroglossum augarra är en fjärilsart som beskrevs av Rothschild 1904. Macroglossum augarra ingår i släktet Macroglossum och familjen svärmare. Inga underarter finns listade i Catalogue of Life.